# شارون فيريس
شارون فيريس (بالإنجليزية: Sharon Ferris)‏ هي متسابقة يخت نيوزيلندية، ولدت في 2 مارس 1974.

## وصلات خارجية
- شارون فيريس على موقع الاتحاد الدولي للملاحة الشراعية (موقع جديد) (الإنجليزية)
- شارون فيريس على موقع اللجنة الأولمبية الدولية (الإنجليزية)
- شارون فيريس على موقع أوليمبيديا (الإنجليزية)
- شارون فيريس على موقع اللجنة الأولمبية النيوزيلندية (الإنجليزية)